# Еван Макдональд
Еван Макдональд (англ. Evan MacDonald; нар. 29 липня 1981, Лар, Баден-Вюртемберг, ФРН) — канадський борець вільного стилю, бронзовий призер Панамериканського чемпіонату, бронзовий призер Ігор Співдружності, учасник Олімпійських ігор.

## Життєпис
Боротьбою почав займатися з 1996 року.
Виступав за борцівський клуб Університета Брока, Сент-Кетерінс. Тренер — Марті Колдер (з 1999).

## Спортивні результати на міжнародних змаганнях

### Виступи на Олімпіадах
| Змагання                    | Збірна | Вагова категорія          | Місце |
| --------------------------- | ------ | ------------------------- | ----- |
| Літні Олімпійські ігри 2004 | Канада | вільна боротьба, до 66 кг | 17    |

### Виступи на Чемпіонатах світу
| Змагання                        | Збірна | Вагова категорія          | Місце |
| ------------------------------- | ------ | ------------------------- | ----- |
| Чемпіонат світу з боротьби 2003 | Канада | вільна боротьба, до 66 кг | 8     |
| Чемпіонат світу з боротьби 2005 | Канада | вільна боротьба, до 66 кг | 8     |
| Чемпіонат світу з боротьби 2009 | Канада | вільна боротьба, до 74 кг | 16    |
| Чемпіонат світу з боротьби 2013 | Канада | вільна боротьба, до 74 кг | 22    |

### Виступи на Панамериканських чемпіонатах
| Змагання                                   | Збірна | Вагова категорія          | Місце  |
| ------------------------------------------ | ------ | ------------------------- | ------ |
| Панамериканський чемпіонат з боротьби 2009 | Канада | вільна боротьба, до 74 кг | Бронза |

### Виступи на Панамериканських іграх
| Змагання                  | Збірна | Вагова категорія          | Місце |
| ------------------------- | ------ | ------------------------- | ----- |
| Панамериканські ігри 2003 | Канада | вільна боротьба, до 66 кг | 7     |

### Виступи на Іграх Співдружності
| Змагання                | Збірна | Вагова категорія          | Місце  |
| ----------------------- | ------ | ------------------------- | ------ |
| Ігри Співдружності 2010 | Канада | вільна боротьба, до 74 кг | Бронза |

### Виступи на інших змаганнях
| Змагання                                                | Збірна | Вагова категорія          | Місце  |
| ------------------------------------------------------- | ------ | ------------------------- | ------ |
| Гран-прі Німеччини з боротьби 2004                      | Канада | вільна боротьба, до 66 кг | 4      |
| Міжнародний меморіал Дейва Шульца 2005                  | Канада | вільна боротьба, до 66 кг | 5      |
| Міжнародний меморіал Дейва Шульца 2010                  | Канада | вільна боротьба, до 74 кг | 4      |
| Міжнародний турнір Ньюйоркського атлетичного клубу 2010 | Канада | вільна боротьба, до 74 кг | Бронза |

### Виступи на змаганнях молодших вікових груп
| Змагання                                      | Збірна | Вагова категорія          | Місце |
| --------------------------------------------- | ------ | ------------------------- | ----- |
| Чемпіонат світу з боротьби серед юніорів 2001 | Канада | вільна боротьба, до 69 кг | 19    |